# Деколонізація Африки

Анімована карта показує хід у здобутті незалежності африканськими країнами у 1950–2011 роках.

Деколонізація Африки відбулася головним чином від 1950 до 1975 року та супроводжувалася раптовими і радикальними змінами режиму на континенті, коли влада переходила від колоніальних урядів до незалежних держав. Одною з її кульмінацій був 1960-й, названий Роком Африки. Часто цей процес відбувався хаотично та був потьмарений насильством, економічними і політичними потрясіннями. Заворушення і заколоти відбувалися як у північній Африці, так і на південь від Сахари, особливо у французькому Алжирі, Португальській Анголі, Бельгійському Конго та Британській Кенії.

## Історичні передумови
| Бельгійські | Італійські    |
| Британські  | Португальські |
| Французькі  | Іспанські     |
| Незалежні   |               |

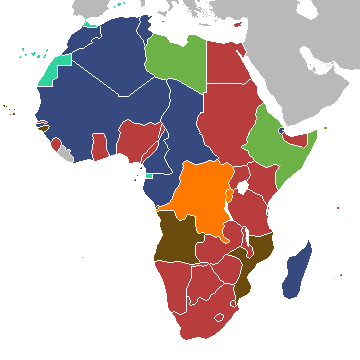
Європейські володіння та залежні території в Африці станом на 1939 рік

Завоювання Африки завершилося між 1870 та 1900 роками, коли майже весь континент опинився під контролем кількох європейських держав. Прагнучи убезпечити якомога більше захоплених земель та уникнути конфліктів, завойовники зафіксували поділ Африки Берлінською угодою 1885 року. Втім, колоніальні кордони часто ігнорували місцеві відмінності, закладаючи основу майбутнім протиріччям. На початок 1900-х незалежність вдалося зберегти лише Ефіопії (згодом, у 1936–1941 окупованій Італією) та Ліберії (заснованій колишніми рабами зі США за підтримки цієї країни). Найбільшими територіями володіли Франція та Британія, а також Німеччина, Іспанія, Португалія, Бельгія та Італія. Внаслідок європейської політики колоніалізму та імперіалізму народи Африки втратили суверенітет і контроль над природними ресурсами, такими як золото і каучук. Місцева економіка занепадала через експлуатацію ресурсів та дешевої робочої сили. Незалежницькі рухи до середини 20 століття не мали розвитку, але вже 1977 року 54 країни Африки здобули незалежність від європейських колоніальних правителів.

## Причини

### Зовнішні причини
Під час світових війн африканські солдати підлягали призову до імперських армій. Ці бійці принесли додому модерну політичну свідомість і очікування більшої поваги до африканської ідентичності, однак їхні очікування не справдились у перші повоєнні роки. Під час Атлантичної конференції 1941 р. британські та американські лідери визначили одним із положень устрою повоєнного світу право кожного народу на самовизначення.
12 лютого 1941 р. Франклін Д. Рузвельт і Вінстон Черчілль узгодили Атлантичну хартію. Хоч це і не був міжнародний договір і Хартія ніколи не розглядалася британським парламентом чи сенатом США, цей документ отримав широкий розголос. Одним із положень, запроваджених Рузвельтом, була автономія імперських колоній. Після Другої світової війни США та африканські колонії чинили тиск на Британію щодо дотримання положень Атлантичної хартії. Британські колонізатори ввели в колоніях виборне врядування на місцевому рівні. Але Черчілль відкидав універсальне застосування права на самовизначення, заявляючи, що це положення про Хартії стосується лише колишніх колоній Німеччини, а не до володінь Британської Імперії.
Деякі колонії, такі як Нігерія, Сенегал та Гана, більше за інших проявляли наполегливість у питаннях самоуправління, сподіваючись використати виснаження своїх метрополій недавньою війною.

### Внутрішні причини
Для ранніх африканських націоналістів деколонізація була моральним імперативом. 1945 року учасники П'ятого загальноафриканського конгресу вимагали ліквідації колоніалізму. Серед делегатів були майбутні президенти Гани, Кенії, Малаві.
Африканці спостерігали жорстку економічну експлуатацію, прибутки від якої ділили європейці, жодним чином не покращуючи ситуацію в Африці. Тим не менш, розвивалась локальна промисловість і сировинні ринки, тривала урбанізація. Міські громади, профспілки, галузеві об'єднання та релігійні спільноти покращували грамотність населення, освіту, створювали незалежну пресу та інші структури громадянського суспільства.. 
Самі колоніальні держави у 1930-ті зростили (іноді ненавмисно) нечисленну еліту, освічених та знайомих з ідеєю самовизначення лідерів. У деяких випадках боротьбу за незалежність вдавалося регулювати домовленостями з колоніальними державами. Серед лідерів-незалежників були: Джомо Кеніята (Кенія), Кваме Нкрума (Золоте узбережжя, тепер Гана), Юліус Ньєрере (Танганьїка, нині Танзанія), Леопольд Седар Сенгор (Сенегал), Ннамді Азіківе (Нігерія) та Фелікс Хофует-Боні (Кот-д'Івуар).

#### Економічні передумови
Економічну спадщину колоніалізму важко піддавати кількісній оцінці, але вона, ймовірно, була негативною. 
Теорія модернізації наголошує, що колоніальні держави побудували інфраструктуру для інтеграції Африки у світову економіку, однак ця інфраструктура була переважно орієнтована на видобуток корисних копалин. Африканські економіки були структуровані на користь колонізаторів, і будь-який прибуток витікав за межі континенту, не забезпечуючи накопичення капіталу в місцевій економіці. 
Теорія залежності наголошує, що країни Африки продовжували займати підпорядковане становище у світовій економіці після незалежності, спираючись на окремі товари, такі як мідь у Замбії або чай у Кенії. Незважаючи на несправедливі умови торгівлі та переважання експорту сировини, метааналіз щодо 18 країн Африки виявив, що третина з цих країн зазнала економічного зростання після незалежності. 

#### Соціальні умови

##### Мови
Вчені, включаючи Деллала (2013 р.), Мірафтаба (2012 р.) та Бамгбосе (2011 р.), стверджують, що мовне різноманіття Африки значною мірою знищено. Західні колоніальні держави використовували мову для поділу територій та створення нових ідентичностей своїх підданих, що призвело до конфліктів та напруження між африканськими народами і країнами.

## Перехід до незалежності
Після Другої світової війни швидка деколонізація охопила континент, оскільки багато територій здобували незалежність від європейських метрополій.
У серпні 1941 року президент США Франклін Рузвельт і прем’єр-міністр Великої Британії Вінстон Черчилль зустрілися, щоб обговорити свої повоєнні цілі. На цій зустрічі вони погодилися з Атлантичною хартією, яка передбачала, що вони «поважатимуть право всіх народів вибирати форму правління, за якої вони будуть жити; і вони бажають відновити суверенні права та самоврядування. тих, хто був їх позбавлений».
Обтяжені післявоєнними боргами європейські держави більше не могли дозволити собі витрачатись на контроль над африканськими колоніями. Це дозволило африканським націоналістам вести переговори про деколонізацію дуже швидко і з мінімальними жертвами. Для деяких територій, однак, боротьба за незалежність коштувала багатьох жертв. 

## Британська імперія

Британська імперія до 1959 року

### Гана
6 березня 1957 року Гана (колишній Золотий Берег) стала першою африканською країною на південь від Сахари, яка здобула незалежність від європейської колонізації. Послідовну політичну діяльність у цьому напрямі провадив Кваме Нкрума. У декларації Панафриканського конгресу 1945 р. він писав: «ми віримо в права всіх народів управляти собою. Ми стверджуємо право всіх колоніальних народів контролювати свою долю. Усі колонії повинні бути вільними від іноземного імперіалістичного контролю, будь то політичного чи економічного».

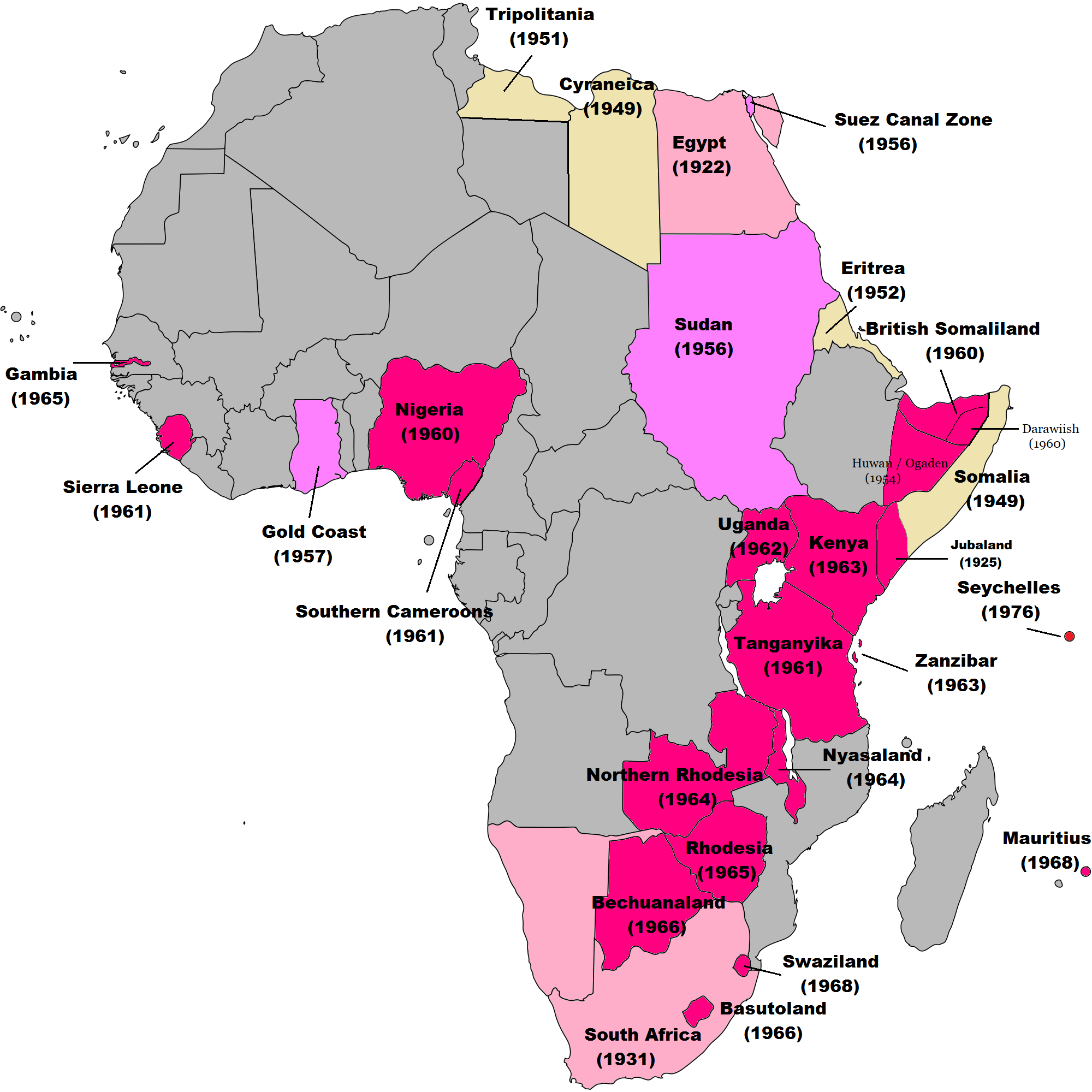
Британська деколонізація в Африці. До 1970 р. усі землі, крім Родезії (майбутнього Зімбабве) та південноафриканського мандату Південно-Західної Африки (Намібія), були деколонізовані.

У 1949 році конфлікт загострився, коли британські війська відкрили вогонь по африканських протестувальниках. Усією територією майбутньої Гани прокотились заворушення, хоча Нкрума та інші керівники опинилися у в'язниці, ця подія стала каталізатором руху за незалежність. Після звільнення з в’язниці Нкрума заснував Народну партію конвенту (CPP), яка розпочала масову кампанію за незалежність під гаслом «Самоврядування зараз!» У лютому 1951 р. партія здобула політичну владу, отримавши на виборах 34 із 38 обраних місць, включаючи одне для Нкруми, який тоді був ув’язнений. Лондон переглянув Конституцію, щоб надати чорним більшість у законодавчих органах у 1951 році. У 1956 році вони вимагали незалежності всередині Співдружності, яка була надана мирним шляхом у 1957 королевою Єлизаветою (як сувереном) Нкрумі, що став прем'єр-міністром.

### Вітри змін
Прем'єр-міністр Великої Британії Гарольд Макміллан у лютому 1960 р. виголосив у Південній Африці відому промову "Вітер змін", де розповів про "вітер змін, що дме цим континентом". Макміллан прагнув уникнути колоніальної війни на кшталт тої, що Франція вела в Алжирі. Завдяки його лідерству деколонізація протікала швидко.
Решта колоній Британії в Африці, за винятком Південної Родезії, здобули незалежність до 1968 року. Вихід Британії з південної та східної частин Африки не був мирним процесом. Незалежності Кенії передувало восьмирічне повстання Мау Мау. В Родезії декларація незалежності білою меншиною 1965 року вилилася у громадянську війну, що тривала до угоди 1979 року, яка визначала умови визнання незалежності нової нації Зімбабве у 1980 році.

## Французька колоніальна імперія
Французька колоніальна імперія почала занепадати в роки Другої світової війни, коли її контролював режим Віші. Одна за одною більшість колоній окупували іноземні держави (Японія в Індокитаї, Велика Британія в Сирії, Лівані і на Мадагаскарі, США та Велика Британія в Марокко та Алжирі, а також Німеччина та Італія в Тунісі). Однак контроль поступово відновив Шарль де Голль, який використав колонії як базу і відправну точку для вигнання Віші з метрополії. Де Голль разом з більшістю французів (крім комуністів) прагнув зберегти Імперію в новій формі. Французький союз, включений до Конституції 1946 р., номінально замінив колишню колоніальну імперію, але чиновники в Парижі зберігали над нею повний контроль. Колонії отримали місцеві вибори з обмеженими повноваженнями та бюджетами. Виникла група еліт, відомих як evolués, які були вихідцями з заморських територій, але жили у столичній Франції.
Де Голль зібрав велику конференцію колоній Вільної Франції в Браззавілі, в Африці, у січні – лютому 1944 року. Визволення Франції залежало від підтримки колоній, і Де Голль пішов на численні поступки. Вони включали припинення примусової праці, припинення спеціальних законодавчих обмежень (що існували для корінних жителів), створення виборних територіальних асамблей, представництво в Парижі в новій "Французькій Федерації" та, представництво африканців на південь від Сахари у французькому парламенті. Однак незалежність була явно відкинута як майбутня можливість:
Цілі цивілізаційної роботи, здійсненої Францією в колоніях, виключають будь-яку ідею незалежності, будь-яку можливість їх розвитку поза французькою Імперією; власна Конституція навіть при майбутньому самоврядуванні колоній неможлива.

### Конфлікт
Франція одразу ж зіткнулася з рухом за деколонізацію та жорстко реагувала на його прояви. В Алжирі демонстрації травня 1945 р. придушенили, приблизно 6000 алжирців убито. В відповідь на заворушення в Хайфонгу (Індокитай), у листопаді 1945 року військовий корабель бомбардував місто. Уряд Поля Рамадьє (SFIO) придушив Малагасійське повстання на Мадагаскарі 1947 року. Французькі чиновники підрахували, що кількість вбитих малагасійців була щонайменше 11000 осіб, за оцінками французької армії до 89 000 осіб.
У Камеруні Союз народів Камеруну, заснований у 1955 р. і очолюваний Рубеном Ум Ньобе, був розгромлений протягом двох років, орієнтовно 100 людей убито.

### Алжир
Присутність Франції в Алжирі тривала століттями, колоніальна адміністрація закріпилась у 1830-ті. Рухи Ферхата Аббаса та Мессалі Хаджа з'явились в інтербелум і призвели до створення Партії алжирського народу ще 1937 року. Але дії колонізаторів і незалежників радикалізувалися після Другої світової війни. У 1945 році французька армія здійснила розправу над повстанням алжирців. А масштабна Алжирська війна розпочалася 1954 року. Обидві сторони вдавалися до звірств, щодо числа вбитих є дуже суперечливі оцінки, що робилися з пропагандистською метою. Алжир був тристороннім конфліктом через велику кількість колоністів, які оселилися там за 125 років французького правління. Політична криза у Франції спричинила крах Четвертої республіки, коли Шарль де Голль повернувся до влади у 1958 році і до 1962-го остаточно вивів з Алжиру французькі війська та відселив поселенців (майже 90% усіх європейців покинули цю територію). Кількість загиблих обчислюється від 300000 до 400000 людей за вісім років.

### Французька співдружність
У новій Конституції 1958 р. Французький Союз був замінений французькою співдружністю. Тільки Гвінея відмовилася на референдумі брати участь у новій колоніальній організації. Однак це утворення розпалося в період алжирської війни; майже всі інші африканські колонії отримали незалежність у 1960 році після місцевих референдумів. Натомість деякі колонії вирішили залишитись у складі Франції під статусом закордонних департаментів. Критики неоколоніалізму стверджували, що франсафрика замінила формальне пряме правління. І де Голль, надаючи незалежність одною рукою, іншою створював нові зв'язки за допомогою Жака Фоккара, свого радника з питань Африки. Фоккар підтримував, зокрема, громадянську війну в Нігерії наприкінці 1960-х років.
Роберт Олдріч стверджує, що зі здобуттям незалежності Алжиром у 1962 році Імперія практично зникла, оскільки решта колоній були досить невеликими і не мали активних націоналістичних рухів. Однак французькому Сомаліленду (Джибуті) незалежність у 1977 році далася з боями. Також були ускладнення та затримки у Вануату на Нових Гебридах, що наразі є останніми здобувачами незалежності від Франції (у 1980 році). Нова Каледонія залишається під французьким сюзеренітетом. Острів Майотт в Індійському океані проголосував на референдумі 1974 року за зв'язок із Францією та відмовився від незалежності.

## Дивіться також
- Колоніалізм
- Деколонізація
- Економічна історія Африки
- Indépendance Cha Cha
- Бій за Африку
- Держави та влада в Африці
- Національно-визвольні війни
- Рік Африки